# 田貝駅
座標: 北緯22度34分12秒 東経114度07分30秒 / 北緯22.57003度 東経114.12504度
田貝駅（でんばいえき）は、中華人民共和国深圳市羅湖区に位置する深圳地下鉄龍崗線、西麗線の駅である。

## 駅構造
島式ホーム1面2線、ホームドアを有する地下駅である。
| 龍崗線ホーム (B2F) | ←■龍崗線 益田方面 |
| 龍崗線ホーム (B2F) | 島式ホーム        |
| 龍崗線ホーム (B2F) | ■3号線 双龍方面→  |
| 西麗線ホーム (B3F) | ←7号線 麗水方面   |
| 西麗線ホーム (B3F) | 島式ホーム        |
| 西麗線ホーム (B3F) | 西麗線 太安方面→  |

## 歴史
- 2011年6月22日 - 開業。

## 隣の駅
深圳地下鉄
■3号線
水貝駅 - 田貝駅 - 翠竹駅